# Portugalscy biskupi katoliccy
Portugalscy biskupi katoliccy – lista żyjących portugalskich duchownych rzymskokatolickich, którzy otrzymali święcenia biskupie.
| Biskup                                           | Data urodzenia      | Funkcja (tytuł)                                                                    | Data konsekracji     | Data nominacji/rezygnacji |
| ------------------------------------------------ | ------------------- | ---------------------------------------------------------------------------------- | -------------------- | ------------------------- |
| Pio Alves                                        | 20 kwietnia 1945    | pomocniczy Porto (tytularny Aquae Flaviae)                                         | 10 kwietnia 2011     | 18 lutego 2011            |
| Augusto César Alves Ferreira da Silva            | 15 marca 1932       | emerytowany ordynariusz Portalegre-Castelo Branco                                  | 21 maja 1972         | 22 kwietnia 2004          |
| António Maria Bessa Taipa                        | 11 listopada 1942   | pomocniczy Porto (tytularny Tabbora)                                               | 18 kwietnia 1999     | 22 lutego 1999            |
| José Avelino Bettencourt                         | 23 maja 1962        | nuncjusz apostolski w Gruzji i Armenii                                             | 19 marca 2018        | 26 lutego 2018            |
| Nuno Brás da Silva Martins                       | 12 maja 1963        | pomocniczy patriarchatu Lizbony (tytularny Elvas)                                  | 20 listopada 2011    | 10 października 2011      |
| José Alfredo Caires de Nobrega                   | 12 kwietnia 1951    | ordynariusz Mananjary na Madagaskarze                                              | 18 marca 2001        | 30 listopada 2000         |
| António José Cavaco Carrilho                     | 11 kwietnia 1942    | ordynariusz Funchal                                                                | 29 maja 1999         | 8 marca 2007              |
| Anacleto Cordeiro Gonçalves de Oliveira          | 17 lipca 1946       | ordynariusz Viana do Castelo                                                       | 24 kwietnia 2005     | 11 czerwca 2010           |
| António José da Rocha Couto                      | 18 kwietnia 1952    | ordynariusz Lamego                                                                 | 23 września 2007     | 19 listopada 2011         |
| Manuel da Rocha Felício                          | 6 listopada 1947    | ordynariusz Guarda                                                                 | 15 grudnia 2002      | 1 grudnia 2005            |
| Joaquim Augusto da Silva Mendes                  | 14 marca 1948       | pomocniczy patriarchatu Lizbony (tytularny Caliabria)                              | 30 marca 2008        | 31 stycznia 2008          |
| Manuel da Silva Rodrigues Linda                  | 15 kwietnia 1956    | ordynariusz Porto                                                                  | 20 września 2009     | 15 marca 2018             |
| Jacinto Tomás de Carvalho Botelho                | 11 września 1935    | emerytowany ordynariusz Lamego                                                     | 20 stycznia 1996     | 19 listopada 2011         |
| Teodoro de Faria                                 | 24 sierpnia 1930    | emerytowany ordynariusz Funchal                                                    | 16 maja 1982         | 8 marca 2007              |
| David Dias Pimentel                              | 18 marca 1941       | emerytowany ordynariusz Sao Joao da Boa Vista                                      | 31 stycznia 1997     | 28 września 2016          |
| Virgilio do Nascimento Antunes                   | 22 września 1961    | ordynariusz Coimbra                                                                | 3 lipca 2011         | 28 kwietnia 2011          |
| Nuno Manuel dos Santos Almeida                   | 1 sierpnia 1961     | pomocniczy Bragi (tytularny Ruspae)                                                | 31 stycznia 2016     | 21 listopada 2015         |
| António Luciano dos Santos Costa                 | 3 maja 1952         | ordynariusz Viseu                                                                  | 17 czerwca 2018      | 3 maja 2018               |
| Ildo Augusto dos Santos Lopes Fortes             | 13 grudnia 1964     | ordynariusz Mindelo                                                                | 3 kwietnia 2011      | 25 stycznia 2011          |
| José Joao dos Santos Marcos                      | 17 sierpnia 1949    | ordynariusz Beja                                                                   | 23 listopada 2014    | 3 listopada 2016          |
| António Augusto dos Santos Marto                 | 5 maja 1947         | ordynariusz Leiria-Fátima (kardynał-prezbiter Santa Maria sopra Minerva)           | 11 lutego 2001       | 22 kwietnia 2006          |
| António Vitalino Dantas                          | 3 listopada 1941    | emerytowany ordynariusz Beja                                                       | 29 września 1996     | 3 listopada 2016          |
| Antonino Dias                                    | 15 grudnia 1948     | ordynariusz Portalegre-Castelo Branco                                              | 21 stycznia 2001     | 8 września 2008           |
| Jorge Ferreira da Costa Ortiga                   | 5 marca 1944        | ordynariusz metropolita Bragi                                                      | 3 stycznia 1988      | 5 czerwca 1999            |
| José Manuel Garcia Cordeiro                      | 29 maja 1967        | ordynariusz Bragança-Miranda                                                       | 2 października 2011  | 18 lipca 2011             |
| Gilberto Délio Gonçalves Canavarro dos Reis      | 27 maja 1940        | emerytowany ordynariusz Setúbal                                                    | 12 lutego 1989       | 24 sierpnia 2015          |
| Manuel José Macário do Nascimento Clemente       | 16 lipca 1948       | patriatcha Lizbony (kardynał-prezbiter Sant’Antonio in Campo Marzio)               | 22 stycznia 2000     | 18 maja 2013              |
| Manuel Madureira Dias                            | 7 stycznia 1936     | emerytowany ordynariusz Faro                                                       | 19 czerwca 1988      | 22 kwietnia 2004          |
| José Augusto Martins Fernandes Pedreira          | 10 kwietnia 1935    | emerytowany ordynariusz Viana do Castelo                                           | 19 marca 1983        | 11 czerwca 2010           |
| José Tolentino Calaça de Mendonça                | 15 grudnia 1965     | archiwista i bibliotekarz Świętego Kościoła Rzymskiego                             | 28 lipca 2018        | 26 czerwca 2018           |
| João Miranda Teixeira                            | 1 grudnia 1935      | emerytowany pomocniczy Porto (tytularny Castellum Iabar)                           | 31 lipca 1983        | 7 października 2011       |
| António Manuel Moiteiro Ramos                    | 17 maja 1957        | ordynariusz Aveiro                                                                 | 12 sierpnia 2012     | 4 lipca 2014              |
| Manuel Monteiro de Castro                        | 29 marca 1938       | emerytowany penitencjariusz większy (kardynał-diakon San Domenico di Guzman)       | 23 marca 1985        | 21 września 2013          |
| António Montes Moreira                           | 30 kwietnia 1935    | emerytowany ordynariusz Bragança-Miranda                                           | 14 października 2001 | 18 lipca 2011             |
| Manuel Neto Quintas                              | 27 sierpnia 1949    | ordynariusz Faro                                                                   | 3 września 2000      | 22 kwietnia 2004          |
| António Augusto de Oliveira Azevedo              | 14 czerwca 1962     | pomocniczy Porto (tytularny Cemerinianus)                                          | 19 marca 2016        | 9 stycznia 2016           |
| José Ornelas Carvalho                            | 5 stycznia 1954     | ordynariusz Setúbal                                                                | 25 października 2015 | 24 sierpnia 2015          |
| Manuel Pelino Domingues                          | 7 października 1941 | emerytowany ordynariusz Santarém                                                   | 13 marca 1988        | 7 października 2017       |
| João Evangelista Pimentel Lavrador               | 18 lutego 1956      | ordynariusz Angra                                                                  | 29 czerwca 2008      | 15 marca 2015             |
| Carlos Alberto de Pinho Moreira Azevedo          | 4 września 1593     | delegat Papieskiej Rady ds. Kultury (tytularny Belali)                             | 2 kwietnia 2005      | 11 listopada 2011         |
| Ilídio Pinto Leandro                             | 14 grudnia 1950     | emerytowany ordynariusz Viseu                                                      | 23 lipca 2006        | 3 maja 2018               |
| Maurílio Jorge Quintal de Gouveia                | 5 sierpnia 1932     | emerytowany metropolita Évory                                                      | 13 stycznia 1974     | 8 stycznia 2008           |
| José Francisco Sanches Alves                     | 20 kwietnia 1941    | emerytowany metropolita Évory                                                      | 31 maja 1998         | 26 czerwca 2018           |
| José Saraiva Martins                             | 6 stycznia 1932     | emerytowany prefekt Kongregacji Spraw Kanonizacyjnych (kardynał-biskup Palestrina) | 2 lipca 1988         | 9 lipca 2008              |
| António de Sousa Braga                           | 15 marca 1941       | emerytowany ordynariusz Angra                                                      | 30 czerwca 1996      | 15 marca 2016             |
| Serafim de Sousa Ferreira e Silva                | 16 czerwca 1930     | emerytowany ordynariusz Leiria-Fátima                                              | 16 czerwca 1979      | 22 kwietnia 2006          |
| Amândio José Tomás                               | 23 kwietnia 1943    | ordynariusz Vila Real                                                              | 6 stycznia 2002      | 17 maja 2011              |
| Januário Torgal Mendes Ferreira                  | 26 lutego 1938      | emerytowany ordynariusz polowy Portugalii                                          | 15 lipca 1989        | 10 października 2013      |
| José Augusto Traquina Maria                      | 21 stycznia 1954    | ordynariusz Santarém                                                               | 1 czerwca 2014       | 7 października 2017       |
| Francisco José Villas-Boas Senra de Faria Coelho | 12 marca 1961       | metropolita Évory                                                                  | 29 czerwca 2014      | 26 czerwca 2018           |